# Majna czubata
Majna czubata (Acridotheres cristatellus) – gatunek średniej wielkości ptaka z rodziny szpakowatych (Sturnidae). Występuje w Chinach, na Tajwanie i w Azji Południowo-Wschodniej, został jednak wprowadzony w kilku (w większości azjatyckich) innych państwach. Nie jest zagrożony wyginięciem.

## Taksonomia
Po raz pierwszy zgodnie z zasadami nazewnictwa binominalnego gatunek ten opisał Karol Linneusz w 1758 w 10. edycji Systema Naturae. Holotyp pochodził z Chin. Autor nadał nowemu gatunkowi nazwę Gracula cristatella. Obecnie (2020) Międzynarodowy Komitet Ornitologiczny (IOC) umieszcza majnę czubatą w rodzaju Acridotheres. Wyróżnia 3 podgatunki, podobnie jak autorzy HBW: nominatywny i dwa opisane przez Harterta. Majna czubata i żałobna (A. grandis) są gatunkami siostrzanymi; zostało to potwierdzone w dwóch odrębnych badaniach.

## Podgatunki i zasięg występowania
IOC wyróżnia następujące podgatunki:
- A. c. cristatellus (Linnaeus, 1758) – południowe i południowo-wschodnie Chiny (na południe od Shaanxi, na wschód od środkowego Syczuanu i zachodniego Junnanu). Przedstawicieli podgatunku odnotowano również w północnej (po raz pierwszy w 2001[10]) i wschodniej Mjanmie, jednak status gatunku jest tam nieznany[3]
- A. c. brevipennis Hartert, 1910 – Laos i Wietnam (z wyjątkiem południowej jego południowej części) oraz Hajnan[3]
- A. c. formosanus (Hartert, 1912) – Tajwan[3], Kinmen[11][12], Dongsha Qundao (zalatuje), Mazu Liedao[12]

Osobniki o nieznanym pochodzeniu obserwowano w środkowej Tajlandii.

### Introdukcje
Majny czubate wprowadzono w następujące obszary:
- Półwysep Malajski. Jedynie w stanie Penang majny czubate zadomowiły się pomyślnie. Pod koniec 1948 w George Town była już obecna duża zdziczała populacja, a pogłoski o występowaniu gatunku w okolicy pochodzą z 1920 i wcześniej. Dokładny moment pojawienia się majn czubatych na Półwyspie Malajskim jest nieznany ze względu na sprowadzających te ptaki do Malezji z rodzimych stron Chińczyków[14].
- Singapur[3][14]
- Filipiny. Występują na wyspach Luzon i Negros[15], zostały sprowadzone na Filipiny między 1849 a 1852 celem kontroli szarańczy[16].
- Borneo. Bardzo lokalnie na wybrzeżach w stanie Sabah i w Brunei, prawdopodobnie także w Borneo Wschodnim[17].
- Japonia. Lokalnie spotykane w Tokio, prócz tego w środkowym Honsiu i Sikoku[18]. Lęgi stwierdzano w Tokio, w prefekturach: Kanagawa (od lat 80. XX wieku), Osaka i Hyōgo (od lat 90. XX wieku) oraz w Kioto (od lat 70. XX wieku)[19].
- Kanada i Stany Zjednoczone. Prawdopodobnie jedna lub dwie pary zbiegłe z niewoli albo wypuszczone przed rokiem 1897 dały początek całej późniejszej populacji w Vancouver. W latach 20. i 30. XX wieku owa populacja osiągnęła swoją szczytową liczebność[20], być może sięgającą 20 tys. osobników[21], a majny czubate obserwowano w Blaine, Bellingham i Seattle w stanie Waszyngton oraz w Portland (Oregon). Liczebność zaczęła spadać, pod koniec lat 50. XX wieku majny czubate występowały już tylko w Greater Vancouver. Do 2003 gatunek ten w Ameryce Północnej zanikł[20].
- Argentyna. Występują we wschodniej prowincji Buenos Aires, pierwsze stwierdzenie: 1982[22].
- Portugalia (Lizbona i Setúbal[3], pierwsze stwierdzenie: 1997[23]).
- Austria. W 1983 na przedmieściach Grazu obserwowano niewielką kolonię, która w 1986 liczyła 14 osobników, w tym 1–3 par z powodzeniem wyprowadzających lęgi[16].

## Morfologia
Długość ciała wynosi 25–27,5 cm, masa ciała – 108–140 g. Majny czubate są w większości czarne, osiągają podobne rozmiary ciała co majny żałobne. Mają jednak mocno kontrastujące kolorystycznie z upierzeniem tęczówki (u dorosłych w różnie opisywanych odcieniach barwy pomarańczowej lub żółtej, u młodych – niebieskiej), a ich czub jest raczej gęsty i zwarty, nie o postrzępionym wyglądzie jak u majn żałobnych. Biel na pokrywach podogonowych widoczna jest tylko w formie pasków tworzonych przez białe końcówki piór.
Większość upierzenia jest czarna z nieznacznym połyskiem. Pióra na czole są szerokie, ale nie wydłużone, inaczej niż u innych „czubatych” majn. Zwracają się ku środkowej linii czoła, tworząc zwarty czub. Jego prosta część zakrywa górną krawędź dzioba w około 70% jej długości, następnie pióra czuba zginają się w górę. Pióra na ciemieniu i karku są zjeżone, lecz mniej niż u majny żałobnej. Skrzydła są brązowawe, prawie czarne. Białe nasady (⅓ do połowy) lotek I rzędu P1–P9 tworzą dobrze widoczną plamę skrzydłową. Zwykle zauważalna jest w locie, czasami też u siedzących osobników. Pozostała część lotek I rzędu oraz te II i III rzędu w całości ma barwę smoliście czarną ze słabym brązowozielonym połyskiem. Pokrywy pierwszorzędowe u nasady czarne, dalsza połowa jest biała. Sterówki mają białe końcówki, szerokie na około 0,5–0,75 cm, najszersze na zewnętrznych sterówkach, na dwóch środkowych są ograniczone do białych plam. Pokrywy podogonowe są białe na końcach, cecha ta jest niewidoczna w znoszonym upierzeniu. Barwa nóg opisywana różnie, u dorosłych osobników mogą być one w różnych odcieniach żółci, pomarańczowożółte, jaskrawożółte lub różowawe. Tęczówka matowopomarańczowa, opisywana również jako żółto- lub pomarańczowobursztynowa. Dziób o barwie kości słoniowej, jedynie nasada żuchwy jest czarna z przyległym czerwonym obszarem.
U osobników młodocianych całe upierzenie jest jednolicie bardziej brązowawe. Do tego mają mniej zaznaczony czub i węższe białe końcówki sterówek, według innego źródła w ogóle nieobecne. Skrzydła są smoliście brązowe, biała plama bez zmian. Ich tęczówki są niebieskie, niebieskoszare lub szarozielone. Białe zakończenia pokryw podogonowych są znacznie zredukowane lub całkiem nieobecne.
U przedstawicieli A. c. brevipennis pióra tworzące czub są znacznie węższe niż u reprezentantów podgatunku nominatywnego. Ptaki podgatunku A. c. formosanus wyróżniają mniejsze rozmiary ciała, zielonkawożółty dziób, słabo zaznaczony zielony odcień ciemienia i grzbietu oraz białe pokrywy podogonowe (według autorów HBW jedynie z szerszymi białymi końcówkami). Ich czub jest też znacznie dłuższy niż u majn czubatych innych podgatunków – według Harterta u dorosłych samców A. c. formosanus ma on długość 23–27 mm, u pozostałych – 15–18 mm.

## Ekologia i zachowanie
Majny czubate zamieszkują otwarte tereny, w tym pola ryżowe i inne tereny uprawne. Regularnie pojawiają się w podmiejskich parkach i ogrodach. Unikają obszarów zalesionych i górskich, występują na nizinach. Dużo czasu spędzają na ziemi, szczególnie na terenach trawiastych – zwłaszcza podmokłych – i wśród bydła, gdzie szukają pożywienia. Na Tajwanie występują do 2100 m n.p.m.
Majny czubate są towarzyskie, lecz nawet w dużych stadach poszczególne pary trzymają się blisko siebie. Niekiedy przebywają w towarzystwie majn brunatnych (A. tristis) i majn szarych (A. fuscus), a gdy występowały jeszcze w Vancouver, zimowały wraz z również tam wprowadzonymi szpakami zwyczajnymi. Na Tajwanie introdukowane majny jawajskie (A. javanicus) są znacznie pospolitsze od rodzimych majn czubatych i często bywają z nimi mylone.
Pożywieniem majn czubatych są owady (w tym gąsienice i larwy koziułkowatych) i inne bezkręgowce, zjadają również owoce, martwe ryby i odpadki. Zjadają między innymi owoce lantany pospolitej (Lantana camara), Cordia cylindristachys, koralodrzewi (Erythrina); uczęszczają też do kwiatów Samanea, prawdopodobnie w poszukiwaniu nektaru. Mogą wyszukiwać pokarm przez „cyrklowanie” – wtykają dziób w ziemię i otwierają go, odsłaniając zawartość podłoża. Zbierają go też z roślinności, a za ruchliwą zdobyczą gonią.

### Lęgi
Okres lęgowy w naturalnej części zasięgu trwa od kwietnia do sierpnia, na Tajwanie rozpoczyna się w marcu. Na Filipinach lęgi trwają od kwietnia do maja, a w Argentynie – od listopada do stycznia. W Vancouver, gdzie introdukowana populacja już zanikła, zniesienia przypadały na okres od kwietnia do lipca, jednak nieco ponad połowa z nich była składana w maju.
Gniazda majn czubatych znajdują się w różnych zagłębieniach i otworach. Jeśli pozwala na to ich dostępność, mogą gniazdować kolonijnie. Gniazda są budowane w szczelinach między skałami, w drzewach, budynkach i innych strukturach pochodzenia antropogenicznego (jak mosty, słupy wysokiego napięcia, rury, pale w fundamentach palowych) czy pod okapami dachów. W Malezji mają też gniazdować na szczytach palm.
Zniesienie liczy od 4 do 7 jaj. Jaja mają jasnoniebieską lub niebieskozieloną, rzadko białą, skorupkę. Inkubacja trwa około 14 dni, wysiadują obydwa ptaki z pary. Młodymi opiekują się obydwoje rodzice, usuwają również odchody z gniazda. Po 3–4 dniach życia pisklęta potrafią już dobrze chodzić. Młode spędzają w gnieździe około 21 dni.

## Status i zagrożenia
IUCN uznaje majnę czubatą za gatunek najmniejszej troski nieprzerwanie od 1988 (stan w 2022). Liczebność populacji nie została oszacowana, ale ptak ten opisywany jest jako pospolity w obrębie swego zasięgu występowania. Ze względu na brak dowodów na spadki liczebności bądź istotne zagrożenia dla gatunku BirdLife International uznaje trend liczebności populacji za prawdopodobnie stabilny.
Za zaniknięcie majn czubatych w Ameryce Północnej odpowiada prawdopodobnie brak adaptacji do warunków w regionie Vancouver, zwiększona konkurencja ze szpakami zwyczajnymi (Sturnus vulgaris) będącymi od lat 50. XX wieku gatunkiem inwazyjnym w Kolumbii Brytyjskiej, zmiany w budownictwie ograniczające dostępność miejsc gniazdowania i przekształcanie terenów wiejskich w miejskie.